# Малоянгорчинське сільське поселення
Малоянго́рчинське сільське поселення (рос. Малоянгорчинское сельское поселение) — муніципальне утворення у складі Цівільського району Чувашії, Росія. Адміністративний центр — присілок Мале Янгорчино.

## Населення
Населення — 1324 особи (2019, 1422 у 2010, 1464 у 2002).

## Склад
До складу поселення входять такі населені пункти:
| Населений пункт          | Населення, осіб (2002) | Населення, осіб (2010) |
| ------------------------ | ---------------------- | ---------------------- |
| Байдуші, присілок        | 235                    | 215                    |
| Візікаси, село           | 147                    | 144                    |
| Вурманкаси, присілок     | 42                     | 31                     |
| Єлаші, присілок          | 202                    | 215                    |
| Мале Янгорчино, присілок | 279                    | 264                    |
| Мамлікаси, присілок      | 107                    | 109                    |
| Ойкаси, присілок         | 73                     | 57                     |
| Свобода, виселок         | 7                      | 6                      |
| Сіньяли, присілок        | 73                     | 67                     |
| Толбайкаси, присілок     | 32                     | 22                     |
| Тяптікаси, присілок      | 57                     | 61                     |
| Хорнвари, присілок       | 99                     | 108                    |
| Янорсово, присілок       | 111                    | 123                    |